# Eustrotia deflavata
Eustrotia deflavata là một loài bướm đêm trong họ Noctuidae.